# Лесьник (Злотовський повіт)
Лесьник (пол. Leśnik, нім. Lessendorf; before 1926: Leßnick) — село в Польщі, у гміні Краєнка Злотовського повіту Великопольського воєводства.
У 1975-1998 роках село належало до Пільського воєводства.